# Ачакатура
Ачакату̀ра (на италиански: Acciaccatura, от acciaccare – сблъсквам) е музикално украшение, използвано предимно през 18 век от клавесинистите и органистите, с което се подчертава акцента в даден нотен пасаж.
Състои се в чужда на акорда украсяваща нота, отстояща на половин тон от главната. За разлика от аподжатурата, с която понякога погрешно се смесва, двете ноти — украсяващата и главната - се свирят едновременно, при което се получава необикновен за епохата дисонанс. Французите нерядко го наричат и pinsè etouffè - прекъснат мордент.
При едногласие се отбелязва с малка нота, с т.нар. „пресечено бастунче“, а в акорд се отбелязва с полегата пресичаща черта. Вторият начин на отбелязване се използвал главно при арпеджото. В наши дни този музикален термин се използва в значение на аподжатура – къс форшлаг.